# Посольство России в Мозамбике
Посольство России в Мапуту — дипломатическое представительство Российской Федерации в столице Мозамбика городе Мапуту.

## Дипломатические отношения
Дипломатические отношения между СССР и Мозамбиком были установлены 25 июня 1975 года — в день провозглашения независимости Мозамбика. В 1977 году подписан Договор о дружбе и сотрудничестве между СССР и Народной Республикой Мозамбик.
Позиции Мозамбика по международным проблемам близки или совпадают с российскими. Мозамбик, как правило, оказывает поддержку российским внешнеполитическим инициативам и кандидатурам на выборах в различные органы системы ООН и другие международные структуры. В качестве приоритетных областей взаимовыгодного сотрудничества выступают разведка и добыча углеводородов, чёрная металлургия, нефтехимия, сельское хозяйство, рыболовство, энергетика, инфраструктурные проекты.

## Послы России в Мозамбике
- Владимир Владимирович Корнеев (1991—1996)
- Вячеслав Борисович Крылов (1996—2000)
- Владимир Васильевич Земский (2000—2004)
- Игорь Валентинович Попов (2005—2010)
- Андрей Вадимович Кемарский (2010—2017)
- Александр Васильевич Суриков (2017—2024)